# Roncus novus
Espèce
Roncus novus est une espèce de pseudoscorpions de la famille des Neobisiidae.

## Distribution
Cette espèce est endémique de Crète en Grèce. Elle se rencontre dans des grottes.

## Description
L'holotype mesure 3,2 mm.

## Publication originale
- Beier, 1931 : Zoologische Streifzüge in Attika, Morea und besonders auf der Insel Kreta. III. Pseudoscorpionidea. Abhandlungen herausgegeben vom Naturwissenschaftlichen Verein zu Bremen, vol. 28, p. 91-100 (texte intégral).